# Jakob Gujer

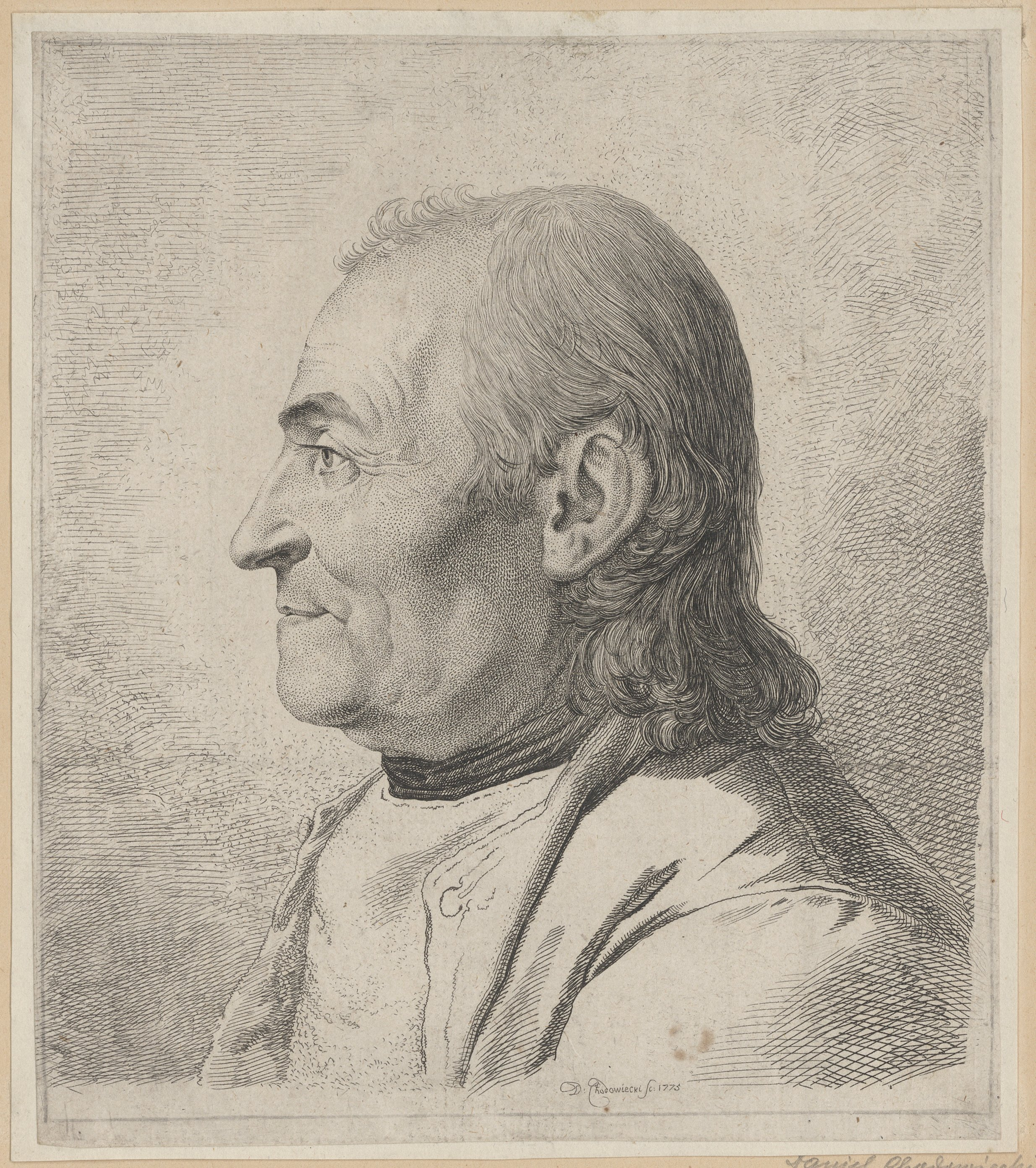
Jakob Kleinjogg Gujer, 1775

Jakob Gujer, auch Jacob Gujer, genannt Kleinjogg (getauft 30. Januar 1718 in Wermatswil; † 29. September 1785 auf dem Landgut Katzenrüti in der Gemeinde Rümlang, begraben 2. Oktober 1785) war ein Bauer und Reformer der Landwirtschaft.

## Leben
Jakob Gujer stammte aus einer bäuerlichen Grossfamilie. Er hatte insgesamt sieben Geschwister, welche teilweise bereits im Kleinkindalter verstarben. Sein Vater starb, als Jakob sechs Jahre alt war. Gujer fiel durch seine klugen und innovativen Bewirtschaftungsmethoden auf. 1761 veröffentlichte der Arzt Hans (Johann) Caspar Hirzel die berühmte Schrift Die Wirthschaft eines philosophischen Bauers und machte ihn damit weit über die Grenzen der Eidgenossenschaft hinaus bekannt.
1769 überliess ihm die Stadt Zürich den vernachlässigten Lehnshof Katzenrüti in Rümlang zur Bewirtschaftung. Dort richtete er  einen Musterlandwirtschaftsbetrieb ein. Auf diesem Hof mit 70 Hektar Acker- und Wiesland konnte er seine Ideen umsetzen, weil er ausserhalb der Kontrolle einer dörflichen Gemeinschaft lag, die die Landwirtschaft damals stark reglementierte und kaum Änderungen an den hergebrachten Methoden zuließ. Vor allem konnte er sich dort von der Dreifelderwirtschaft lösen sowie Klee, Luzerne und die neu eingeführte Kartoffel anbauen. Sein Grundsatz lautete, wohl an die Bibel angelehnt: "Prüfet alles und behaltet das Gute."
Besonders intensiv beschäftigte er sich mit der Erhöhung der Bodenfruchtbarkeit, und er experimentierte, um die Erträge zu steigern. Um den lehmigen Boden zu verbessern, probierte Kleinjogg Mischungen verschiedene Erdsorten aus, die er mit dem mergeligen Kies aus seiner im nahen Wald gelegenen Sandgrube verfeinerte. Seine erfolgreiche Methode wurde vielfach nachgeahmt, so dass ein echter Musterbetrieb entstand.
Insbesondere trat er für eine Rationalisierung der bäuerlichen Arbeit und damit verbunden eine Intensivierung der Produktion ein. Er erreichte dies durch eine verbesserte Düngung, indem er dem Hofmist Torfasche und Kompost zugab. Ferner verbesserte er den Anbau von Futterpflanzen. Er baute Klee an, mit dem sich mehr Kühe füttern liessen, womit mehr Mist und Jauche für die Düngung abfiel. Ferner erkannte Gujer die Bedeutung der Kartoffel als Volksnahrungsmittel. Fruchtwechsel und Drainage waren weitere Themen, mit denen sich der innovative Bauer befasste.
Jakob Gujer war in erster Ehe mit Susanna Gujer aus Pfäffikon verheiratet. Zusammen hatten sie acht Kinder, wovon drei bereits im frühen Kindesalter verstarben. 1775 heiratete er in zweiter Ehe Anna Frey-Bader, eine Witwe aus Rümlang, nachdem seine erste Frau verstorben war. Anna Frey-Bader brachte drei Kinder mit in die Ehe und hatte mit Jakob Gujer noch zwei weitere Knaben.
Jakob Gujer gilt als Wegbereiter der modernen Landwirtschaft. Durch die von ihm initiierten Bauerngespräche zwischen Städtern und Bauern kam er mit zahlreichen berühmten Persönlichkeiten in Kontakt. Johann Wolfgang von Goethe besuchte ihn zweimal, zuerst 1775 und ein zweites Mal 1779 zusammen mit Herzog Carl August von Sachsen-Weimar-Eisenach.
Neben der Landwirtschaft beschäftigte sich Gujer auch mit der Erziehung der Kinder und der Einrichtung des Hauswesens. Heinrich Pestalozzi nahm zum Beispiel oft auf Gujer Bezug.
Jakob Gujer starb am 29. September 1785. Der Grund für seinen Tod war wahrscheinlich Wassersucht.
Eine Gedenktafel am Hof Katzenrüti erinnert an den Schweizer Vorreiter der modernen Landwirtschaft. In Wermatswil findet man den vom Künstler Walter Hürlimann im Jahr 1941 kreierten Kleinjogg-Brunnen. Die Plastik aus Bronze zeigt Gujer als Sämann.

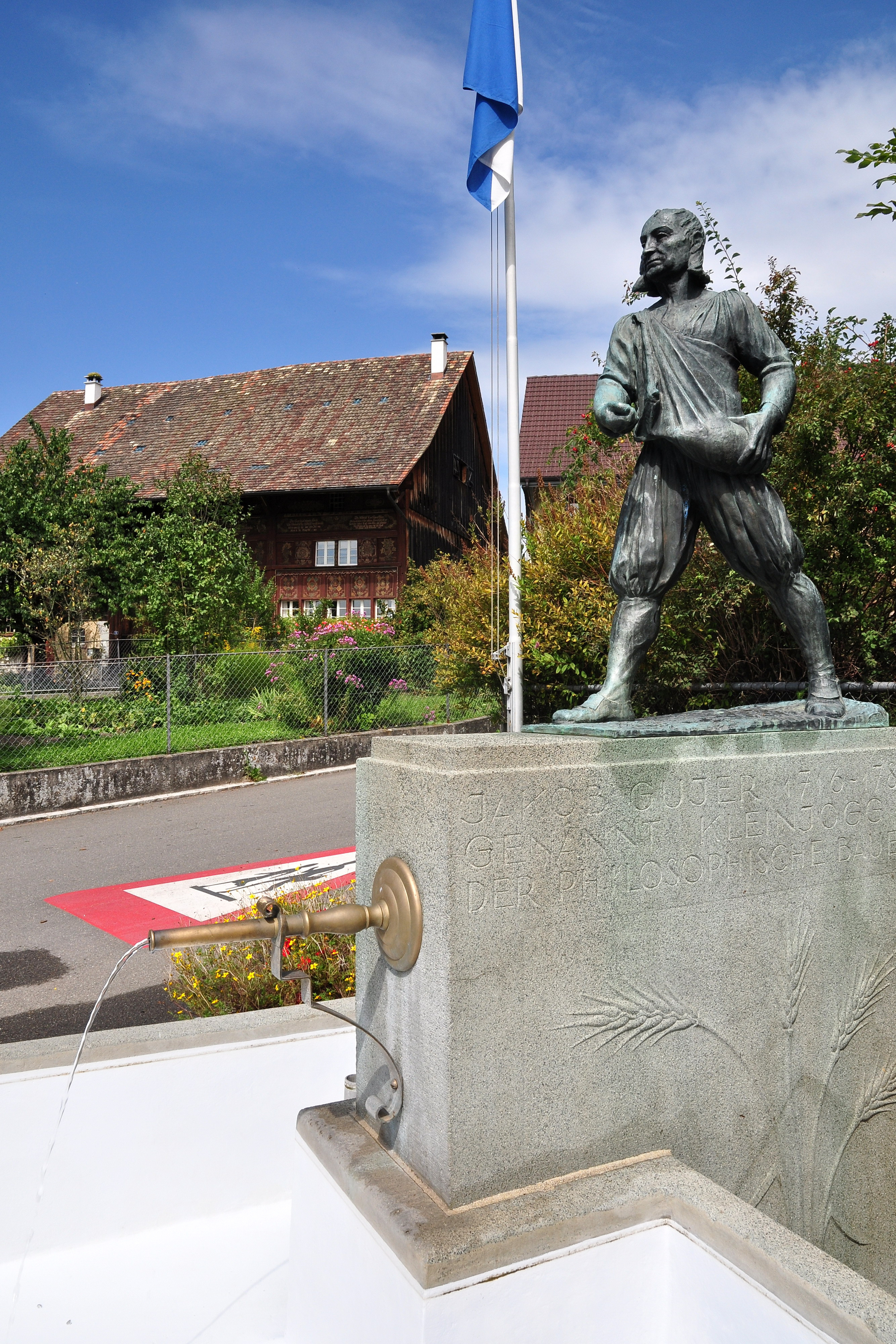
Jakob-Gujer-Brunnen in Wermatswil
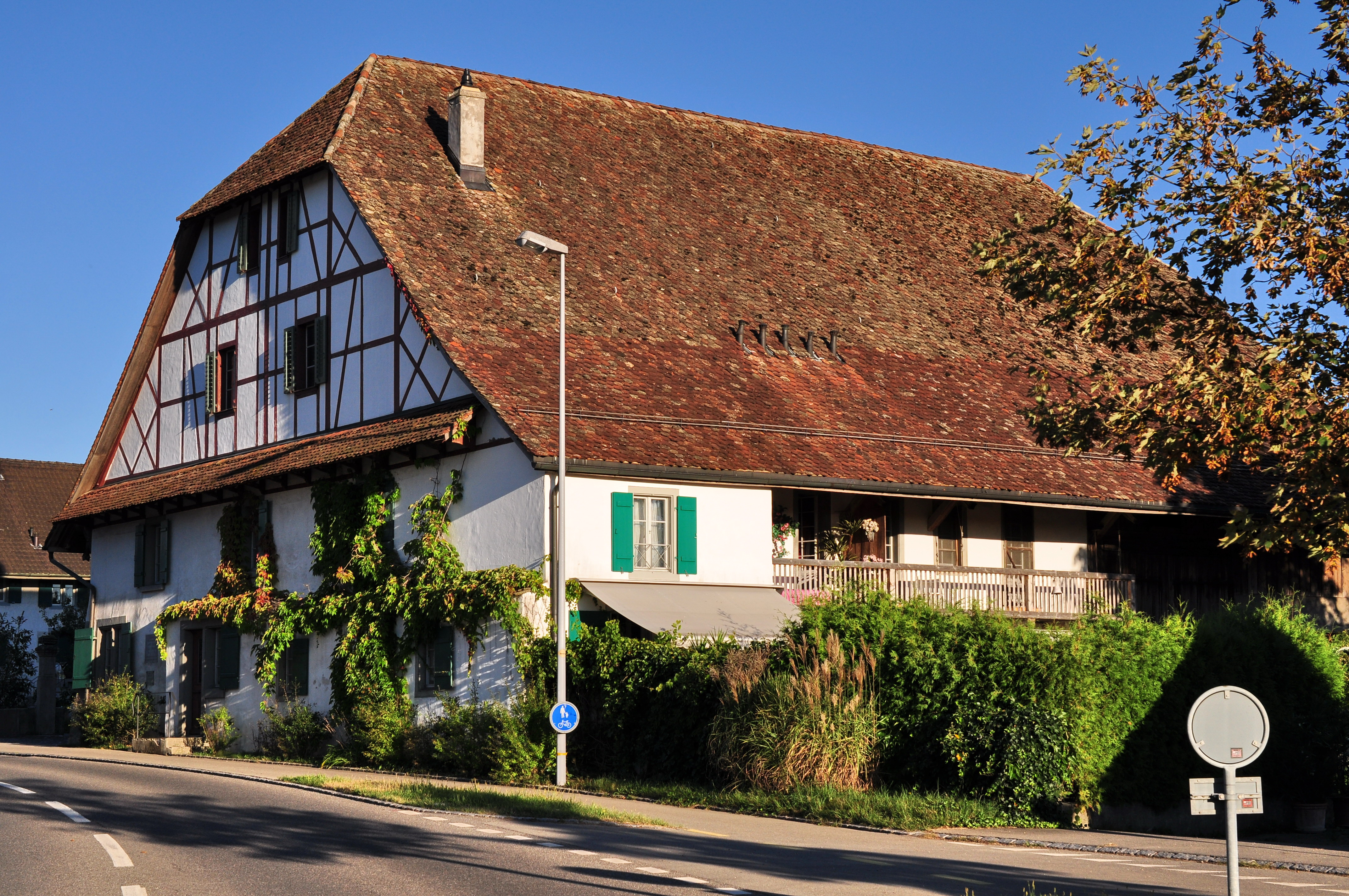
Kleinjogghof in Katzenrüti (Rümlang)

## Zitate über Kleinjogg
Jakob Gujer hat seine Zeitgenossen derart beeindruckt, dass er verschiedentlich in ihren Erzeugnissen erscheint.
Jean-Jacques Rousseau: „Ich habe von Leon Usteri einen Brief erhalten, bei dem ich nicht müde werde, ihn zu lesen, und der von einem Bauern handelt, der weiser, tugendhafter und vernünftiger ist als alle Philosophen des Universums. Ich ärgere mich darüber, dass er den Namen dieses aussergewöhnlichen Mannes nicht genannt hat.“ (24. Dezember 1761)
Jean-Jacques Rousseau: „Glücklich das Land, in dem les Klijoggs die Felder und die Hirzels die Wissenschaften pflegen.“ (11. November 1764)
Johann Wolfgang von Goethe: „Ich komme von Klijog, wo ich mit Lavater, den Stolbergs, Haugwitz und anderen guten Jungs war. (...) Ich ging ohne Ideen von ihm hin, und kehre reich und zufrieden zurück.“
Johann Wolfgang von Goethe: „Ich habe kein aus den Wolcken abgesencktes Ideal angetroffen, Gott sey Danck, aber eins der herrlichsten Geschöpfe, wie sie diese Erde hervorbringt, aus der auch wir entsprossen sind.“ (Brief vom 12. Juni 1775 an Sophie von La Roche)
Hans Caspar Hirzel: „Bei ihm sind Denken, Reden und Handeln immer die grösste Harmonie. Wenn er seine Gedanken von den Pflichten jedes Standes (...) mir entdeckte, war ich oft am Ende ganz ausser mir. Ich horchte ihm mit Ehrfurcht zu, die Tränen rollten über meine Wangen ab, und ich glaubte mich in die Gesellschaft eines alten griechischen Weltweisen versetzt.“
Hans Caspar Hirzel: „Er giebt damit zu verstehen, dass ein Mensch, so lange er nicht arbeitet und der Gesellschaft keinen Nutzen schaffet, noch als Thier anzusehen seye...“
Johann Caspar Lavater: „Wenige Menschen habe ich so scharf geprüft, von so manchen Seiten, in so verschiedenen Situationen beobachtet und keinen, nicht einen durchaus sich so gleich, so fest, so zuverlässig, so lauter, so rein, so unbestechlich, so selbstständig in sich lebend, so einfach, so ganz nur das, was er sein will, -so einzig in der Art gefunden, wie diesen in meinen Augen unvergleichlichen Mann.“